# Pierre-Alexis Pessonneaux

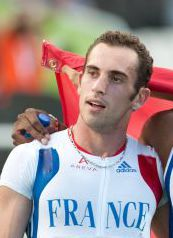
Pierre-Alexis Pessonneaux nach dem Sieg bei den Europameisterschaften 2010

Pierre-Alexis Pessonneaux (* 25. November 1987 in Belley) ist ein französischer Sprinter.
2009 wurde er bei den Mittelmeerspielen in Pescara Vierter über 200 Meter und gewann mit dem französischen Team die Silbermedaille in der 4-mal-100-Meter-Staffel. Bei den Europameisterschaften 2010 in Barcelona gehörte er zur französischen Stafette, die in der Besetzung Jimmy Vicaut, Christophe Lemaitre, Pessonneaux und Martial Mbandjock über 4-mal 100 Meter Gold gewann.
2012 gewann Pessonneaux mit der Staffel die Bronzemedaille bei den Europameisterschaften in Helsinki. Bei den Olympischen Spielen kurz danach in London belegten die Franzosen den vierten Platz. Aufgrund einer positiven Dopingprobe bei Tyson Gay erhielt die französische Staffel im Mai 2015 nachträglich die Bronzemedaille.
Pierre-Alexis Pessonneaux ist 1,81 m groß und wiegt 69 kg. Er startet für den Verein Athlétique Sport Aixois.

## Persönliche Bestzeiten
- 60 m (Halle): 6,73 s, 28. Februar 2010, Paris
- 100 m: 10,39 s, 2012
- 200 m: 20,73 s, 2. Juni 2012, Genf
  - Halle: 21,10 s, 26. Februar 2012, Aubière